# Amerikas Konfødererede Stater
Amerikas Konfødererede Stater (engelsk: Confederate States of America, CSA) var et forbund af delstater, oprettet 4. februar 1861 med South Carolina, Mississippi, Florida, Alabama, Georgia, Texas og Louisiana som deltagere. Senere samme år trådte Virginia, Arkansas, Tennessee og North Carolina ind i forbundet. Alle disse delstater var forinden udtrådt af Amerikas Forenede Stater. Missouri og Kentucky forblev i Unionen, men løsrivelsesregeringer fra disse delstater tilsluttede sig Konføderationen.
Jefferson Davis blev valgt som Konføderationens præsident. Som Konføderationens hovedstad blev i første omgang valgt Montgomery, Alabama, men da Virginia indtrådte i Konføderationen, flyttede hovedstaden til Richmond, Virginia.
Delstaternes udtræden af USA og dannelsen af Amerikas Konfødererede Stater førte til den amerikanske borgerkrig, der i 1865 endte med opløsning af Konføderationen.

## Militær
Sydstaternes hær hed Confederate States Army eller blot CS Army. Den overtog US Armys våben og militærudstyr fra de forter og depoter der var i de enkelte delstater. For ikke at blive forvekslet med Nordstaternes soldater, iklædte man soldaterne ikke-blå uniformer. Uniformer var dengang lavet af det slidstærke uld og grundet søblokaden, manglen på får og tekstilindustri lignede CS Armys soldater en pjaltehær. Sydstaterne anvendte erobrede kanoner, og det lykkedes at opstille krudtmøller. De hvide mænd i Sydstaterne kom ofte fra landet og havde skudt med gevær siden barnsben. Mange folk brugte heste og var vant til naturen. Derfor kunne CS Army hurtigt mønstre adskillige velegnede soldater. Sydens aristokrati havde gennem tiden sendt de overflødige sønner til West Point, hvilket resulterede i at CS Army havde mange og dygtige officerer. CS Army brugte stort set de samme grader og distinktioner som US Army.
Sydstaternes marine hed Confederate States Navy eller blot CS Navy. Den overtog US Navys skibe, der lå i delstaternes havne. De fleste orlogsfartøjer lå dog for det meste i de nordlige havne. Amerikas Konfødererede Stater var udsat for en søblokade af US Navy og kun enkelte blokadebrydere trængte igennem blokaden. Målet var at nå Europa for at bytte bomuld med våben. US Navy var meget nidkær og CSS Alabama blev i 1864 nedkæmpet i den Engelske Kanal af USS Kearsarge. Trods den begrænsede industrielle kapacitet lykkedes det Sydstaterne at fremstille ubåde, panserskibe og torpedoer. Nogle af CS Navys kampe foregik på Mississippifloden med mobiliserede, pansrede hjuldampere.
Sydstaternes marineinfanteri hed Confederate States Marine Corps eller blot CS Marines. Medlemmer af US Marine Corps der sympatiserede med Sydstaterne deserterede og dannede CS Marines i 1861. Der var allerhøjst 539 marineinfanterister og chefen, oberst Lloyd J. Beall, kom oprindeligt fra hæren. CS Marines deltog ikke i amfibieoperationer men bevogtede søforter ved flodmundinger og var om bord på CS Navys skibe.